# Aserbaidschanische Badmintonmeisterschaft 2022
Die Aserbaidschanische Badmintonmeisterschaft 2022 fand vom 2. bis zum 5. Dezember 2022 in Baku statt.

## Medaillengewinner
| Disziplin    | Gold                            | Silber                            | Bronze                          |
| ------------ | ------------------------------- | --------------------------------- | ------------------------------- |
| Herreneinzel | Cahid Əlhəsənov                 | Aqil Qəbilov                      | Rəvan Niftalıyev                |
| Dameneinzel  | Həcər Nuriyeva                  | Fatimə Həsənzadə                  | Əminə İsmayılova                |
| Herrendoppel | Rəvan Niftalıyev Aqil Qəbilov   | Sərxan Bağırov Cahid Əlhəsənov    | Ülvi Hüseynov Amirxan İmanov    |
| Damendoppel  | Əminə İsmayılova Həcər Nuriyeva | Nərmin Hüseynova Fatimə Həsənzadə | Nigar Səmədova Nigar Əliyeva    |
| Mixed        | Aqil Qəbilov Nigar Səmədova     | Cahid Əlhəsənov Həcər Nuriyeva    | Sərxan Bağırov Nərmin Hüseynova |